# Jeremiah Wood
Jeremiah Wood, né le 25 janvier 1985, à Akron, dans l'Ohio, est un joueur américain de basket-ball. Il évolue au poste de pivot ou d'ailier fort.

## Biographie

### Les débuts finlandais

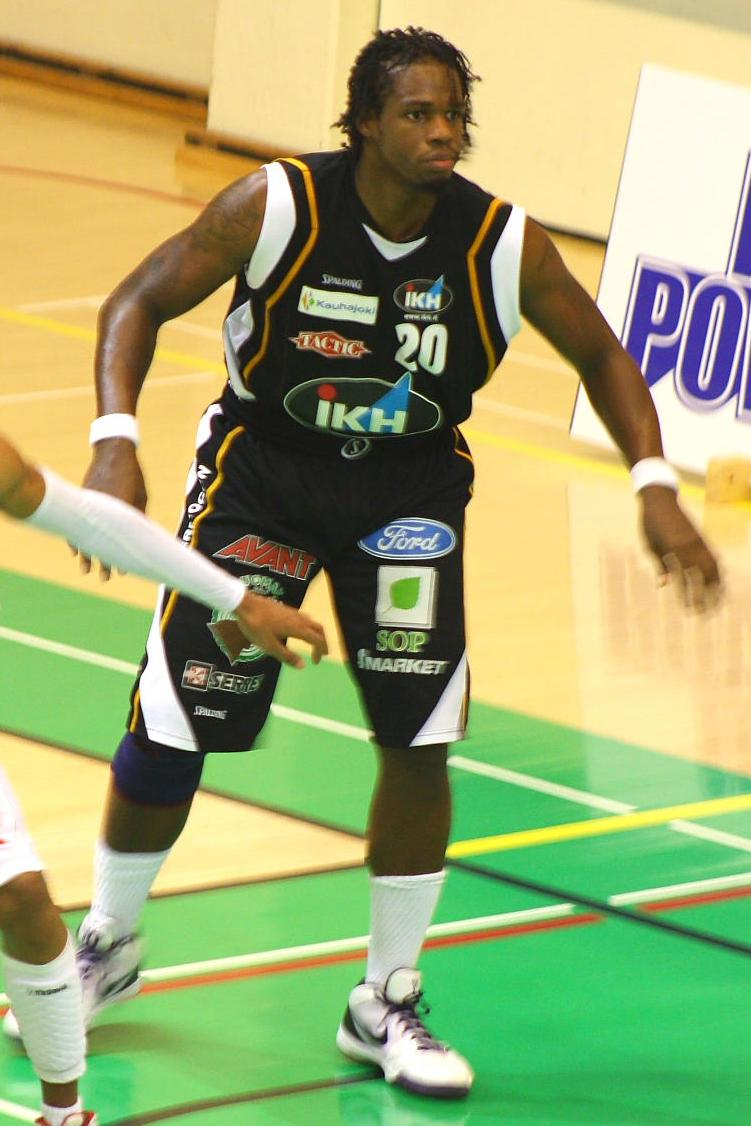
Jeremiah Wood sous le maillot de Kauhajoen Kahru (2009-2011)

Jeremiah Wood est originaire d'Akron dans l'Ohio. Puissant pivot, il passe ses premières années professionnelles en Finlande, réalisant d'excellentes prestations récompensées notamment par les trophées de meilleur pivot à deux reprises et de joueur de l'année en 2010 : il finit premier de la saison régulière avec Joensuun Kataja en 2009 et atteint même la finale des play-offs du championnat finlandais.

### La période ébroïcienne
En 2011, il signe à l'ALM Évreux Basket et confirme ses performances (moyennes de 16,4 points et 11 rebonds pour la saison 2011-2012). Habitué des double-doubles, il devient une pièce maîtresse de l'effectif de l'ALM Évreux. Après l'avoir surnommé « Mister Double-Double », BasketNews le surnomme, le 2 novembre 2012, "Mister Triple-Double". Le 3 mai 2013, le prix du meilleur joueur étranger de Pro B lui est décerné, lors de la soirée des trophées LNB.
Il s'impose alors face à son coéquipier, le meneur Clevin Hannah, et l'intérieur de l'Élan béarnais, Brian Boddicker. En deux ans à l'ALM Évreux Basket, Jeremiah Wood réalise 37 doubles-doubles et 1 triple-double.

### Blessure au genou et saison blanche
Ayant été handicapé par une blessure au genou à la fin de la saison 2012-2013, et ne recevant pas de propositions de clubs intéressantes à son goût, Jeremiah Wood décide de retourner aux États-Unis afin de se soigner. Il réalise alors une saison blanche lors de laquelle il retourne à l'université d'Akron pour parfaire son cursus universitaire.

### Joueur référence en Argentine
Après un an d'inactivité, Jeremiah Wood retrouve les terrains avec l'équipe argentine de Club San Martín de Corrientes (en) où il réalise une saison pleine, finissant meilleur ailier et meilleur évaluation du championnat et est désigné dans l'équipe type de l'année en 2015. Régulier avec le club argentin, il devient à l'issue de la saison 2018-2019, le pivot ayant participé au plus grand nombre de rencontres de playoffs avec San Martín de Corrientes.

### Retour en Finlande
Sans club au début de la saison 2019-2020, il retrouve finalement la Finlande en janvier 2020 en signant au Vilpas Vikings (en). Pour son premier match, le 12 février, il réalise un double-double avec 28 points et 13 rebonds lors de la victoire de son équipe face à Korihait (115-65).
En avril 2021, il remporte le titre de champion de Finlande avec Vilpas.

### Retour en Amérique du Sud (2022-2023)
En octobre 2022, Jeremiah Wood retrouve les parquets. Il prend part à la phase de poules de la Liga Sudamericana au Brésil avec le club paraguayen du Deportivo San José (en). Pour son premier match face au club brésilien du São Paulo FC, il marque 14 points et capte 3 rebonds dans la victoire de son équipe (92 à 87). En trois matchs, Wood marque 15 points de moyenne, prend 4,7 rebonds et délivre 2 passes.
En janvier 2023, Jeremiah Wood retrouve le championnat argentin en signant avec le club de Ferro Carril Oeste basé à Buenos Aires. Il quitte cependant le club argentin en avril et après une pige de deux matchs en TBL, rejoint de nouveau le Deportivo San José au Paraguay à partir de mai 2023.

### L'infatigable Wood (Depuis 2023)
Il retrouve l'Europe et l'un de ses pays fétiche en signant au KTP Basket pour la saison 2023-2024. En avril 2024, il signe à l'ALM Évreux en Pro B pour une mission sauvetage. Sans réussir à maintenir le club sportivement en Pro B, Jeremiah Wood se rappelle aux bon souvenirs de la France en réalisant le seul triple-double de la saison en LNB. Il rejoint de nouveau le Deportivo San José dans la foulée et décroche un deuxième titre de champion du Paraguay. Pour la saison 2024-2025, il retrouve la Finlande aux Bisons Loimaa. Une fois encore, il réalise des prestations convaincantes en terminant pivot de l'année et parmi l'équipe type de la saison de Korisliiga. Infatigable, à 40 ans, il repart au Paraguay aux Olimpia Kings une fois la saison européenne terminée.

## Clubs successifs
- 2008 - 2009 :  Joensuun Kataja (Korisliiga)
- 2009 - 2011 :  Kauhajoen Karhu (Korisliiga)
- 2011 - 2013 :  ALM Évreux Basket (Pro B)
- 2013 - 2014 : sans club
- 2014 - 2019 :  San Martín de Corrientes  (LNB)
- janvier 2020 - 2022 :  Vilpas Vikings (Korisliiga)
- 2022 :  Deportivo San José (Liga Sudamericana)
- janvier 2023 - 2023 :  Ferro Carril Oeste (LNB)
- avril 2023 :  Jackals de Jamestown (TBL) 2 matchs
- 2023 :  Deportivo San José (LNB)
- 2023 - 2024 :  KTP Basket (Korisliiga)
- 2024 :  ALM Évreux Basket (Pro B)
- 2024 :  Deportivo San José (LNB)
- 2024 - 2025 :  Bisons Loimaa (Korisliiga)
- 2025 :  Olimpia Kings (LNB)

## Palmarès
- Champion du Paraguay 2023 et 2024 (Deportivo San José)
- Champion de Finlande 2021 (Vilpas Vikings)
- Finaliste de la Supercoupe argentine 2019 (San Martin Corrientes)
- Finaliste de la Liga A 2018 (San Martin Corrientes)
- Torneo Súper 20 (es) 2017 (es) (San Martin Corrientes)
- Finaliste de la Liga Sudamericana 2015 (San Martin Corrientes)
- Vice champion de Finlande 2009 (Joensuun Kataja)

## Récompenses
- Pivot de l'année en Korisliiga 2009, 2010, 2025
- Joueur de l'année en Korisliiga 2010
- MVP étranger Pro B 2013
- Sélectionné dans l'équipe étrangère idéale de Pro B 2012/2013[11]
- Nommé dans l'équipe type de l'année de Korisliiga 2025
- Nommé dans l'équipe type de l'année Liga A 2015
- Ailier de l'année en Liga A 2015
- MVP des finales de Korisliiga 2021

## Statistiques
| Année     | Équipe                | Championnat           | Matches | Min  | % FG | % FT | PTS  | Rbds | PD  | Contre | Int | Eval |
| --------- | --------------------- | --------------------- | ------- | ---- | ---- | ---- | ---- | ---- | --- | ------ | --- | ---- |
| 2008/2009 | Joensuun Kataja       | Korisliiga - Finlande | 41      | 34.3 | 59.9 | 56.8 | 20.2 | 12.5 | 2.7 | 1      | 2.0 | 27.0 |
| 2009/2010 | Kauhajoen Karhu       | Korisliiga - Finlande | 26      | 37.4 | 59.0 | 62.6 | 19.8 | 14.0 | 4.8 | 0.4    | 2.1 | 29.6 |
| 2010/2011 | Kauhajoen Karhu       | Korisliiga - Finlande | 42      | 34.8 | 68.2 | 56.5 | 20.6 | 12.9 | 4.0 | 0.8    | 2.2 | 30.7 |
| 2011-2012 | ALM Evreux Basket     | Pro B - France        | 34      | 32.1 | 56.5 | 61.8 | 16,4 | 11   | 2,9 | 0.4    | 1.2 | 22,3 |
| 2012-2013 | ALM Evreux Basket     | Pro B - France        | 28      | 34   | 63.2 | 53.5 | 18,7 | 10,4 | 3,7 | 0.6    | 1.2 | 25,4 |
| 2013/2014 | Sans club             | Sans Club             | 0       | 0    | -    | -    | -    | -    | -   | -      | -   | -    |
| 2014/2015 | San Martin Corrientes | Liga A - Argentine    | 58      | 27.2 | 61   | 58.6 | 15.6 | 9.7  | 1.8 | 0.7    | 1.2 | 23.1 |
| 2015/2016 | San Martin Corrientes | Liga A - Argentine    | 60      | 28,3 | 65,2 | 58.3 | 17.6 | 8.7  | 2,6 | 0.4    | 1.6 | 23.0 |
| 2016/2017 | San Martin Corrientes | Liga A - Argentine    | 55      | 26,5 | 62,7 | 53,1 | 14,3 | 7,7  | 2,4 | 0.4    | 1.1 | 19,5 |
| 2017/2018 | San Martin Corrientes | Liga A - Argentine    | 52      | 25,4 | 62,0 | 58,3 | 12,8 | 6,8  | 2,6 | 0.5    | 0,8 | 17,4 |
| 2018/2019 | San Martin Corrientes | Liga A - Argentine    | 29      | 26,8 | 57,3 | 56,3 | 9,7  | 5,1  | 2,0 | 0.5    | 1,0 | 14,2 |